# حارة اليهود
حارة اليهود هي منطقة تابع لقسم الجمالية حي وسط بالمنطقة الغربية في محافظة القاهرة، تقع بالقرب من شارع الموسكي في القاهرة.

## معالم
حارة اليهود ليست حارة صغيرة كما يوحي اسمها لكنها حي كامل يضم حوالي 360 زقاق وحارة. وكان الحي منقسم بطريقه على شياختين، واحدة لليهود الربانيين والأخرى لليهود القرائين.
اشتهر هذا الحي بساكنيه اليهود، ولكنه الآن يخلو منهم بعد ان هاجر أغلبهم إلى فلسطين. وكان في الحارة 13 معبدًا يهوديًا لم يتبقي منهم غير ثلاثة هما «معبد موسى بن ميمون» و«معبد أبو حاييم كابوسى» في درب نصير و«معبد بار يوحاى» في شارع الصقالبه، ولم يسكن الحي فقط اليهود ولكن كان يسكنه أيضا عدد كبير من المسلمين والمسيحيين.